# Central nuclear de Santillán

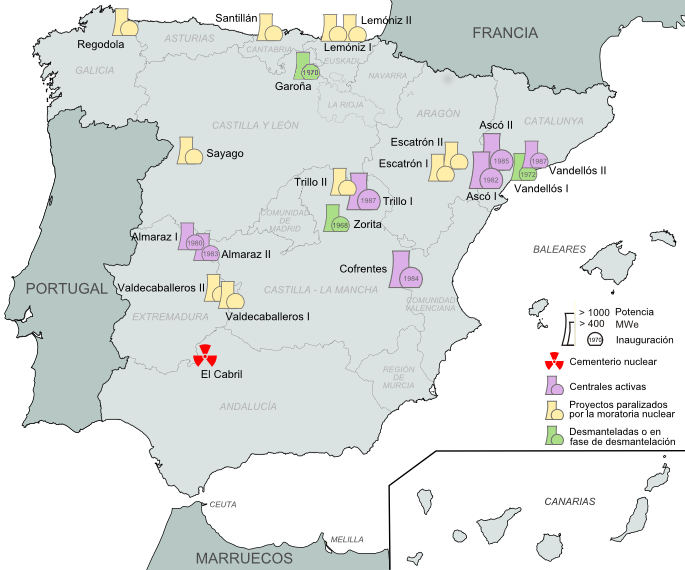
Centrales nucleares en España

La central nuclear de Santillán fue un proyecto de construir una central nuclear que se inició en 1973 en unos terrenos que comprendían a los municipios cántabros de San Vicente de la Barquera y Val de San Vicente, pero la central se haría en la localidad barquereña de Santillán-Boria.
La empresa que iba a llevar a cabo este proyecto era la cántabra Electra de Viesgo, que adquirió un total de 71,6 hectáreas de terreno; en este proyecto, no se construyó instalación alguna en los terrenos destinados al emplazamiento de la central nuclear, se realizó una zanja para realizar los sondeos previos, salvo casetas provisionales de obras. Finalmente, la empresa abandonó el proyecto de forma provisional; pero unas declaraciones del entonces consejero de Industria del Gobierno de Cantabria en 1983 reavivaron el interés por el proyecto, aunque se le acusó de apoyar intereses del Banco Santander tras hacerse con la mayoría accionarial de Electra de Viesgo. El motivo de la paralización de la obra fue la presión social, con numerosas y multitudinarias manifestaciones, y política, con el apoyo de partidos de todos los ámbitos ideológicos, sindicatos y asociaciones regionales.

## Historia y descripción
Mientras se encontraba en fase de autorización previa, junto a otras catorce, tan solo había tres centrales nucleares en España, José Cabrera, Santa María de Garoña y Vandellós; para 1987, cuando ya estuvieran diez centrales nucleares en funcionamiento, se esperaba la producción del 14,8% de la energía primaria y el 35% de la energía eléctrica. Finalmente, en España hubo un total de ocho centrales: José Cabrera (1968-2005), situada en la provincia de Guadalajara y que se encuentra en proceso de desmantelamiento desde su cierre, Vandellós I, cerrada en 1989 tras un grave incidente y que se encuentra en periodo de latencia, Almaraz (dos reactores, 1981 y 1983), en la provincia de Cáceres, Ascó (dos reactores, 1983 y 1985) y Vandellós II (1988), en la provincia de Tarragona, Cofrentes (1984), en la provincia de Valencia, Garoña (1971), en la provincia de Burgos, y Trillo (1988), en Guadalajara.
A mediados de abril de 1973 se anunció que Electra de Viesgo iba a construir una central nuclear en Cantabria, entre los municipios de San Vicente de la Barquera y Val de San Vicente, de cuatro unidades y una potencia de cuatro millones de kilovatios, cuyo coste inicial se calculó en 80 000 millones de pesetas. La empresa de generación de energía eléctrica se comprometió a construir dos saltos hidráulicos en Bárcena de Pie de Concha por un importe de 1250 millones de pesetas y que entrarían en funcionamiento entre 1977 y 1978. Uno a 300 metros de altura en el río Torina, afluente del Besaya, y que consistiría en un embalse proyectado para cuatro grupos reversibles de bombeo y con una producción energética de 300 000 kilovatios, y otro en un lago artificial situado en un plano superior y con una potencia de 500 000 kilovatios; debido a este doble salto por bombeo, la potencia podría llegar a 1 600 000 kilovatios.

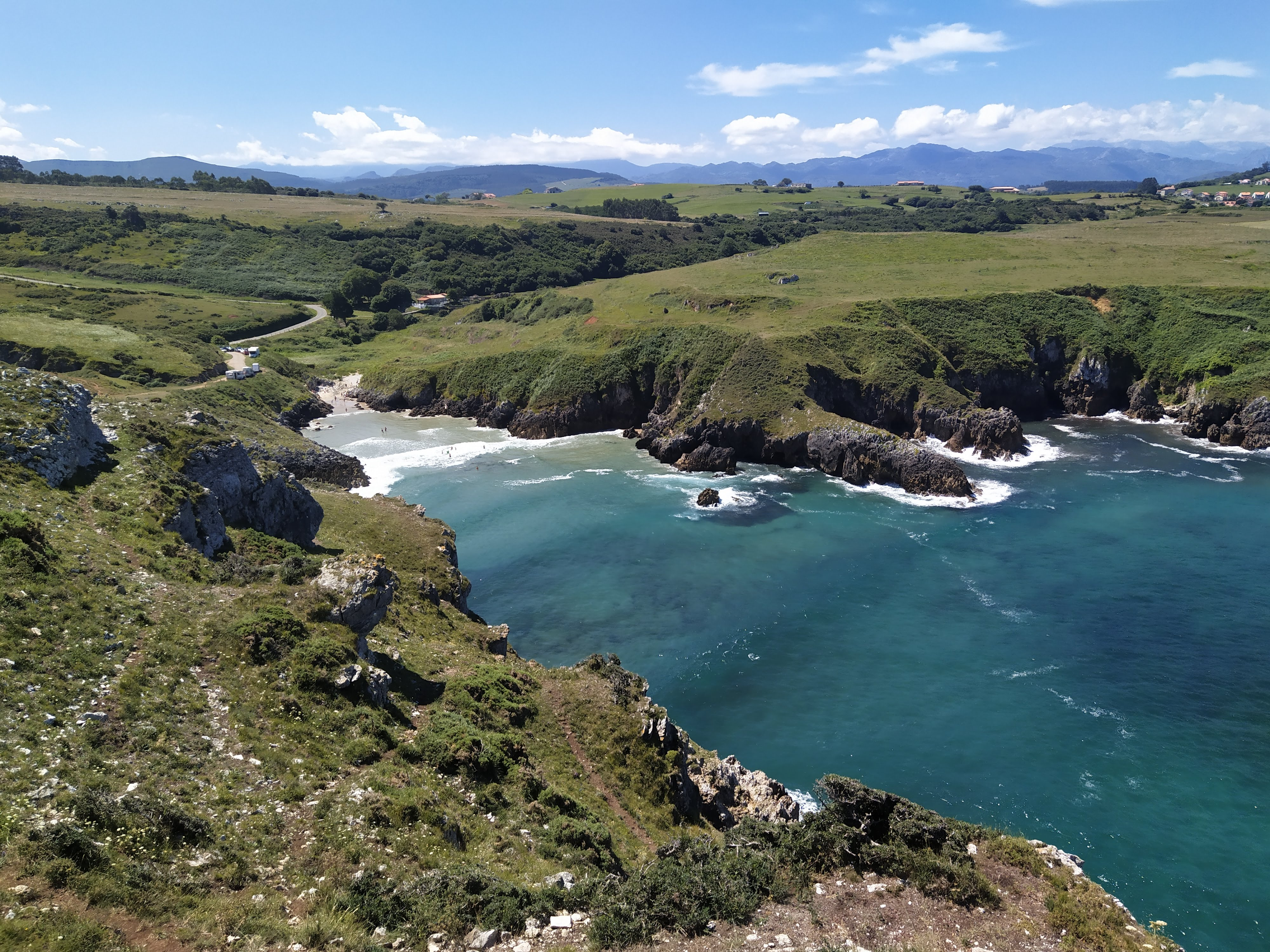
Playa y ensenada de La Fuente

Electra de Viesgo adquirió 71,6 hectáreas de terreno, el equivalente a 71 campos de fútbol, en una franja costera que abarca superficie de los municipios de San Vicente de la Barquera y Val de San Vicente, junto a la ensenada de la playa de La Fuente; sobre los acantilados de Santillán-Boria se construyó una zanja para realizar los sondeos previos para la construcción de la central nuclear en este terreno. Se programó que comenzara a exportar energía en 1982, con una potencia de 970 megavatios, debido a que se iba a construir cerca del mar Cantábrico, la refrigeración vendría del agua de este mar. A comienzos de enero de 1977, General Electric se adjudicó el suministro del sistema de generación de vapor y el turbo-alternador de la central, cuyo importe se estimó en más de 13 000 millones de pesetas. El 25 de febrero de ese mismo año, la Diputación Provincial de Santander acordó encargar un informe técnico sobre los peligros que pudiera ocasionar su construcción; finalmente, debido a la oposición política y social, tanto de cántabros como de asturianos, la empresa eléctrica abandonó el proyecto de forma provisional.
Enrique Ambrosio Orizaola, que era consejero de Industria, Transportes, Comunicaciones y Turismo en el Gobierno de Cantabria, declaró a principios de 1983 que la única forma de solucionar el déficit energético de la región era retomar este proyecto. Ante estas declaraciones, el alcalde de San Vicente de la Barquera y presidente de la Asamblea Regional de Cantabria, Isaac Aja, achacó esta decisión a intereses del Banco Santander tras hacerse con la mayoría accionarial de Electra de Viesgo y les solicitó una declaración pública para ver la intención de poner en marcha de nuevo este proyecto. El Banco Santander confirmó que no pretendía retomar el proyecto de construcción de la central nuclear.

## Reacciones

En la concentración del 24 de abril, promovida por ADIC, apareció por primera vez la bandera de esta organización

El 15 de febrero de 1977, el alcalde de Ribadedeva convocó un pleno extraordinario para instar, mediante una moción, al aplazamiento de la construcción de la central nuclear de Santillán con los objetivos de que Electra de Viesgo informara de las ventajas e inconvenientes de su construcción a los vecinos y que se pospusiera hasta la celebración de las primeras elecciones municipales democráticas de la Transición (1979); esa misma semana, en San Vicente de la Barquera aparecieron pintadas en contra de la instalación de esta central. Dos meses después, la corporación municipal de San Vicente de la Barquera dimitió en bloque por la falta de apoyo que a su juicio habían manifestado los vecinos en su apoyo a la construcción de la instalación nuclear; solo fue aceptada la dimisión de Manuel Blanco, alcalde del municipio.
A mediados de abril, los alcaldes de once municipios cántabros y asturianos: San Vicente de la Barquera, Comillas, Cabezón de la Sal, Rionansa, Udías, Valdáliga, Ruiloba, Lamasón, Val de San Vicente, Ribadedeva y Llanes; se reunieron en el ayuntamiento barquereño para oponerse a la construcción de la central nuclear y pedir una reunión con el ministro de Industria para solicitar información de carácter oficial y mostrarle su oposición a este proyecto. El 24 de abril, unas dos mil personas se concentraron y acamparon en los terrenos propiedad de Electra de Viesgo, en esta concentración apareció por primera la vez la bandera de la Asociación para la Defensa de los Intereses de Cantabria, promotora de esta concentración.
Unos meses después, el 21 de agosto, la Asociación de Afectados por la Central Nuclear de Santillán convocó una manifestación desde San Vicente de la Barquera hasta el emplazamiento de la central, a la que se unieron seis partidos políticos (Fuerza Nueva, Partido del Trabajo de España, Falange Española de las JONS (Auténtica), PCE, PSOE y PSP), dos asociaciones regionalistas y ocho sindicatos de Cantabria; por parte de Asturias, más de veinte partidos, centrales sindicales, asociaciones culturales y de vecinos pidieron la participación y apoyo de los asturianos en la marcha. Finalmente, hubo más de 5000 manifestantes y se decidió, mediante votación, no destruir las casetas de obras que se habían instalado de forma provisional.